# Peggy George
Peggy George (nacida como Margaret George de Mille; c. 1908 – 1978) fue una actriz de cine estadounidense de la época del cine mudo.

## Biografía
Era hija de William C. de Mille y Anna Angela George, cuyo padre era el notable economista Henry George. Su hermana mayor era la coreógrafa Agnes de Mille. Su padre, William, era el hermano mayor del famoso director de cine Cecil B. DeMille.
George se casó con el productor B. P. Fineman el 10 de septiembre de 1930. La pareja tuvo una hija, llamada Judith, y se divorció en 1937. Posteriormente, estuvo casada con un tal Richard Miller.[cita requerida] Murió en 1978.
Como miembro de la familia DeMille de presunto interés para los tabloides, Peggy George es nombrada en la película de 1931 Five Star Final.

## Filmografía
- The Heart of Nora Flynn (1916)